# Lavvu

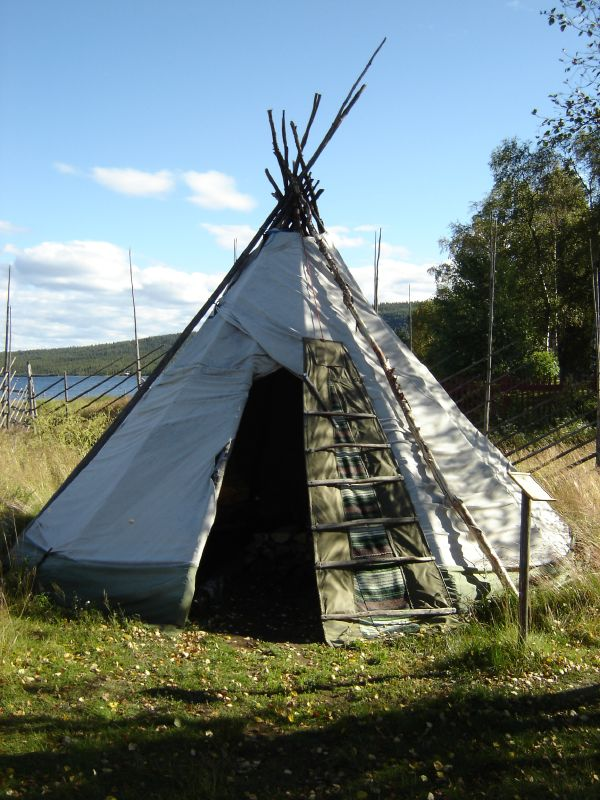
Lavvu

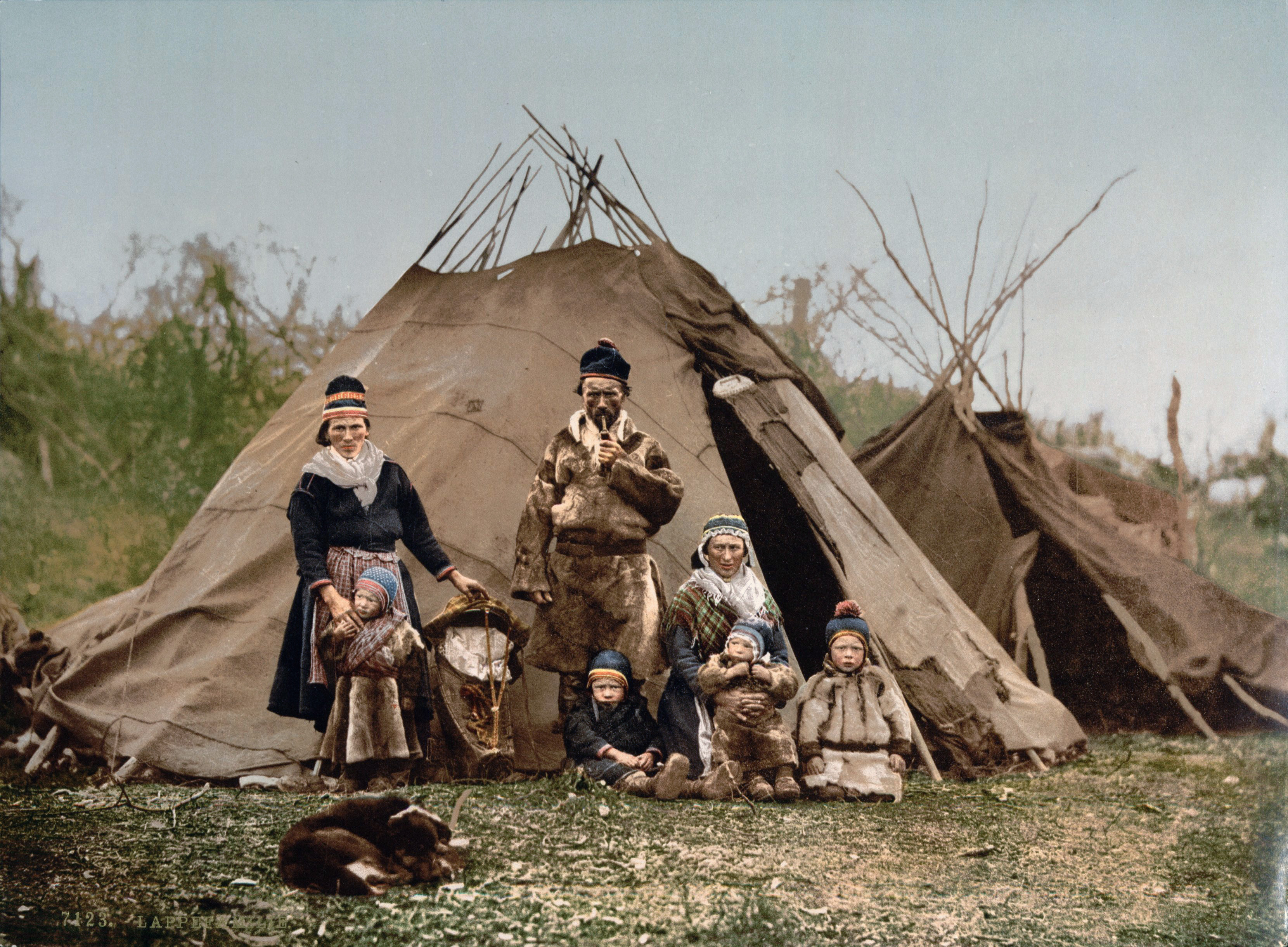
Een Samen-familie in Noorwegen voor een goahti met Lavvu achter zichtbaar in of rond 1896

Een lavvu is een traditioneel nomadische tent die door Samen in Noord-Europa wordt gebruikt.

## Traditioneel
Van oorsprong bestaat deze tent uit een lederen buitenkant die om een houten kegelvormige draagconstructie is bevestigd. De buitenzijde bestaat uit rendierhuiden die aan elkaar zijn genaaid met een benen naald en draad gemaakt van de darm van het rendier. De constructie is gevormd uit in elkaar vallende rechtopstaande stokken, die extra verbonden zijn met gebogen dwarsverbindende stokken. De traditionele lavvu vertoont veel gelijkenis met de Noord-Amerikaanse tipi. De lavvu is in verband met het Scandinavische klimaat ten opzichte van de tipi echter steviger uitgevoerd met een bredere basis en een lagere hoogte (wind), en heeft een ingang van hout (kou). Binnenin de lavvu is een vuurplaats die wordt gebruikt om de ruimte te verwarmen. De rook kan ontsnappen door het gat in het dak.

## Moderne uitvoeringen
Vandaag de dag zijn er tentuitvoeringen gebaseerd op de lavvu om te kamperen. De draagconstructie en/of de toegepaste materialen verschillen hierbij door de toepassing van bijvoorbeeld canvas voor de buitenschil en het gebruik van een enkele centrale paal in het midden van de tent.